# شجرة ستيرن-بروكوت

شجرة ستيرن-بروكوت, ومتتالية ستيرن-بروكوت من الرتبة i حيث i = 1, 2, 3, 4.

في نظرية الأعداد، شجرة ستيرن-بروكوت (بالإنجليزية: Stern–Brocot tree)‏ هي شجرة ثنائية كاملة وغير منتهية حيث تمثل الرؤوس الأعداد الجذرية الموجبة.